# 仝卜年
仝卜年（1780年—1848年），字子占，號磵南、古虞，山西解州平陸縣辛店村人，清朝政治人物。

## 生平
嘉慶十五年（1810年）庚午科山西鄉試舉人，十六年（1811年）聯捷辛未科進士。歷任福建惠安縣知縣、廣東長寧縣知縣。道光十二年（1832年）調噶瑪蘭廳通判。道光二十三年（1843年）以台灣府知府身分奉旨擔任按察使銜分巡台灣兵備道。任內對台頗有治績，並嚴管官吏，共有多位知縣等官員遭彈劾革職。道光二十八年（1848年）因過勞卒於任。